# جون شولتز
جون شولتز (بالإنجليزية: John Schultz)‏ هو كاتب أمريكي، ولد في 28 يوليو 1932، وتوفي في 2017.